# Кюрдистан
Кюрдистан (на кюрдски: کوردستان) е етно-географска област, исторически населявана от кюрдите. Намира се в Югозападна Мала Азия.
Названието Кюрдистан няма държавно-политически, а само етно-географски смисъл. Не трябва да се забравя, че в неговите предели се припокриват исторически националните землища на кюрди, арменци, азербайджанци, асирийци, араби, перси, турци, туркмени, евреи и други народи, макар днес кюрдският етнос основавайки се на мнозинството си да предявява най-силни претенции за тях.

## Географски обхват
Земите му са разделени между 4 държави – Турция, Иран, Ирак и Сирия, което прави още по-трудно определянето на неговите географски граници.
Кюрдистан е разположен в самия център на Западно азиатския регион (приблизително между 34 и 40 градуса северна ширина и 38 и 48 градуса източна дължина). Простира се от запад на изток приблизително на около 1000 км, а от север на юг – от 300 до 500 км.
Общата му площ съставлява приблизително около 450 000 км2 с кюрдско население около 30 милиона (според различни данни между 35,2 и 27,9 милиона), от които:

- в Турция 44,5 % – над 200 000 км2, с население около 1/2 от кюрдите в цялата област (между 13,6 и 18,6 милиона души 66,7 – 38,6%);
- в Иран 35,5% – над 160 000 км2, с население около 1/4 от кюрдите в цялата област (между 6,5 и 7,9 милиона души 28,3 – 18,5%);
- в Ирак 16,7% – към 75 000 км2 с население около 1/5 от кюрдите в цялата област (между 6,2 и 6,5 милиона души 23,3 – 17,6%);
- в Сирия 3,3% – до 15 000 км2) с население около 1/15 от кюрдите в цялата област (между 1,75 и 2,2 милиона души 7,9 – 5%) нищожна част е в Армения.

## История
Кюрдите столетия съществуват по-малко или повече обвързани с Османската империя и се бият във войската ѝ, включително на Балканите. В буферния между турци и перси Кюрдистан към 1835 г. съществуват 6 независими и 7 васални кюрдски княжества. Решителният конфликт за кюрдската национална независимост идва с края на Първата световна война, когато многоетническата Османска империя се разпада и от оцелялата ѝ централна част като неин наследник е образувана националната държава Турция. Тогава в Кюрдистан започва движението за създаване на собствена държава.

- През 1919 г. в Ирански Кюрдистан местният кюрдски благородник Исмаил Ага (Симко) Шикак вдига въстание, отцепва района на Урмия от Иран и след като побеждава персийските войски го управлява като Независима кюрдска територия до 1922 г., когато най-сетне е победен от иранците.

- През септември 1922 г. в подмандатния на британците Иракски Кюрдистан е провъзгласено Кралство Кюрдистан със столица Сулеймания, то съществува до юли 1924 г.

- На 16 юли 1923 г. на територията на днешна Армения (Планински Карабах), тогавашен съветски Азербайджан от населените с кюрди земи е образуван национален Окръг (уезд) Кюрдистан с главен град в Лачин (фактически в Шуша); през 1929 е преобразуван в окръг Кюрдистан, а на 8 август 1930 г. окръгът е разформиран.

- На 28 октомври 1927 г. е обявена Кюрдско-арменската Република Арарат, съществувала до септември 1930 г., когато след неуспешни призиви към ОН и опити за взаимодействие с кюрдите в Ирак и Сирия, е унищожена от турските войски.

- На 22 януари 1946 г. в Ирански Кюрдистан е провъзгласена кратко съществувалата независима Кюрдска Мехабадска република, знамето е почти същото, а химна ѝ Ey Reqîb – „Хей врагове“ е идентичен с този на днешната квазидържава „Свободен Кюрдистан“, които се считат понастоящем за символи на всички кюрди и на целия Кюрдистан; републиката е унищожена на 15 декември 1946 г. от иранските войски.

- В 1984 г. в Турски Кюрдистан ПКК организира към 90 000 бойци, започва партизанска война за откъсване от турската власт и установява контрол върху част от територията на Турски Кюрдистан; със силите на мобилизирания 455 000 турски корпус централната власт си връща контрола над територията, но бойните отряди на въстаниците се прегрупират и въоръжените сблъсъци продължават с различна интензивност и не са стихнали и до днес. Във военните действия са унищожени над 3000 кюрдски селища и предизвикват бежанска вълна от над 200 000 души.
- От 1991 г. в Иракски Кюрдистан съществува де факто независимото квазидържавно образувание „Свободен (автономен) Кюрдистан“ намиращо се в някаква степен под мандат на ООН.

Сред кюрдите са много популярна идеята за „Единен Кюрдистан“, включващ териториите населени с етнически кюрди, чиято първа стъпка би било и другите части на Кюрдистан да получат същия статут на широка автономия, които има Иракски Кюрдистан.
Въпреки липсата на държава, кюрдите разполагат с големи медийни холдинги. Към днешна дата те имат повече от дузина сателитни телевизионни канали като: Рож ТВ, ММС, Науроз ТВ, Комала ТВ, Науроз, Курдистан ТВ, КурдСАТ, Гали Курдистан, Загрос ТВ, Тишк ТВ, Курд 1, Стерк ТВ, Нуча ТВ и други.

## Турски Кюрдистан
Турски Кюрдистан заема югоизточната част на Турция, която е населена предимно с етнически кюрди. Областта е с площ между 190 000 и 230 000 км 2, или почти една трета от Турция.

## Иракски Кюрдистан
След падането на режима на Садам Хюсеин в провинцията е установено самостоятелно кюрдско управление.

## Ирански Кюрдистан
През 20 век кюрдите се вдигат на няколко големи въстания потушени изключително трудно от иранските войски. Последното въстание става един от поводите за кървавата Ирано-иракска война.

## Сирийски Кюрдистан
Районите в Сирия са най-малки по площ и население спрямо всички останали части на областта. През 2012 г. кюрдите въстават срещу централната сирийска власт и подобно на случилото се в Ирак през 1991, получават някакъв вид контрол върху тях.